# Levrnaka
Koordinati:   43°49′33″N, 15°15′01″E
Levrnaka je občasno naseljen otoček v Narodnem parku Kornati, ki pripada Hrvaški.
Levrnaka je otokz dvema za navtiko pomembnima zalivoma, ki leži jugozahodno od občasno naseljenaga naselja Lučice na otoku Kornatu. Obala Levrnake, ki ima površino 1,84 km² je razvejana in dolga 10,206 km. Najvišji vrh je 118 mnm visok Veli vrh, jugovzhodno od V. vrha pa leži 94 mnm visok Svirac. Med obema vrhovoma se razprostira severnim vetrovom odprt zaliv Levrnaka (tudi zaliv Anica), ki je zelo globok in predstavlja problem za sidranje. Nenaseljen zaliv Lojena ima na drugi strani otoka majhno prodnato plažo.